# Adam Małysz
Adam Henryk Małysz (Wisła, 3 dicembre 1977) è un dirigente sportivo ed ex saltatore con gli sci polacco, primo atleta ad aver vinto la Coppa del Mondo per tre anni di seguito, nel 2001, nel 2002 e nel 2003; con la quarta coppa di cristallo vinta nel 2007 ha eguagliato il primato di Matti Nykänen del maggior numero di trofei conquistati. Dal 2022 è il presidente della Federazione sciistica della Polonia.

## Biografia

### Carriera sciistica

#### Stagioni 1995-2000
Dopo l'esordio internazionale nel 1995 a diciassette anni, nella gara di Coppa del Mondo di Innsbruck del 4 gennaio (17°), Małysz ottenne i primi risultati di alto livello nella stagione 1995-1996, con il primo podio - il 18 febbraio 1996 a Iron Mountain (2°) - e la prima vittoria in sul trampolino di Holmenkollen di Oslo, uno dei templi del salto con gli sci, il 16 marzo successivo. L'anno seguente vinse due gare di Coppa e altre due volte arrivò sul podio.
Ai XVIII Giochi olimpici invernali di Nagano 1998 fu 51° nel trampolino normale, 52° nel trampolino lungo e 8° nella gara a squadre. Dopo un paio di stagioni tra i primi dieci della classifica di Coppa del Mondo, Małysz entrò in un lungo periodo di crisi: nei tre anni seguenti non riuscì a salire sul podio di una gara di Coppa del Mondo nemmeno una volta.

#### Stagioni 2001-2003
Małysz si ripresentò ai vertici del salto con gli sci all'inizio del 2001, con la vittoria del prestigioso Torneo dei quattro trampolini. In quella stagione arrivò a vincere undici gare di Coppa del Mondo, conquistando la coppa di cristallo davanti al tedesco Martin Schmitt, che era stato il dominatore delle due stagioni precedenti. Anche i Mondiali di quell'anno, che si svolsero in febbraio a Lahti in Finlandia, riproposero il duello agonistico tra Małysz e Schmitt: nel trampolino lungo il polacco vinse l'oro davanti al tedesco, mentre nel trampolino normale le posizioni vennero invertite, con Schmitt oro e Małysz argento.
L'anno seguente Małysz si trovò ad affrontare la concorrenza di un altro tedesco, Sven Hannawald, ma alla fine riuscì a vincere nuovamente la Coppa del Mondo. Ai XIX Giochi olimpici invernali di Salt Lake City 2002 si aggiudicò due medaglie, l'argento nel trampolino lungo e il bronzo nel trampolino normale; nella gara a squadre fu sesto.
Nella prima parte stagione 2002-2003 Małysz ottenne vari piazzamenti a podio, ma nessuna vittoria; ai Mondiali della Val di Fiemme, sui trampolini Giuseppe Dal Ben di Predazzo, si laureò campione del mondo in entrambe le gare individuali, K90 e K120. Con una rimonta nel finale della stagione riuscì a vincere anche la Coppa del Mondo, per il terzo anno consecutivo, primo saltatore ad aver vinto il trofeo per tre volte di seguito.

#### Stagioni 2004-2011
L'anno dopo Małysz non riuscì a ripetersi. Collezionò quattro secondi posti, me nessuna vittoria, e finì dodicesimo nella classifica finale di Coppa del Mondo, vinta dal finlandese Janne Ahonen. Nella stagione 2004-2005 concluse la Coppa del Mondo al quarto posto, con quattro vittorie, ma ai Mondiali del 2005, dove si presentava come bi-campione uscente, non ottenne medaglie.
Ai XX Giochi olimpici invernali di Torino 2006 fu 7° nel trampolino normale, 14° nel trampolino lungo e 5° nella gara a squadre. Nel 2006-2007 si aggiudicò per la quarta e ultima volta la Coppa del Mondo, eguagliando il record del finlandese Matti Nykänen, e vinse l'oro nel trampolino normale ai Mondiali di Sapporo. Ai XXI Giochi olimpici invernali di Vancouver 2010 conquistò due medaglie d'argento, dal trampolino normale e da quello lungo, arrivando entrambe le volte alle spalle dello svizzero Simon Ammann; nella gara a squadre fu sesto.
Ritornò alla vittoria in Coppa del Mondo nella stagione 2010-2011, dopo quattro anni di assenza dal gradino più alto del podio, con la vittoria ottenuta nel trampolino di casa Wielka Krokiew di Zakopane. Ai Mondiali 2011 vinse la medaglia di bronzo nella gara individuale dal trampolino normale. Si è ritirato dalle competizioni alla fine della stessa stagione, congedandosi con il terzo posto ottenuto nell'ultima prova di Coppa del Mondo disputata a Planica.

### Carriera dirigenziale
Il 27 giugno 2022 è stato eletto presidente della Federazione sciistica della Polonia.

### Altre attività
Małysz ha preso parte al Rally Dakar nel 2012, nel 2013 e nel 2014.

## Palmarès

### Olimpiadi
- 4 medaglie:
  - 3 argenti (trampolino lungo a Salt Lake City 2002; trampolino normale, trampolino lungo a Vancouver 2010)
  - 1 bronzo (trampolino normale a Salt Lake City 2002)

### Campionati del mondo
- 6 medaglie:
  - 4 ori (trampolino lungo a Lahti 2001; trampolino normale, trampolino lungo a Val di Fiemme 2003; trampolino normale a Sapporo 2007)
  - 1 argento (trampolino normale a Lahti 2001)
  - 1 bronzo (trampolino normale a Oslo 2011)

### Coppa del Mondo
- Vincitore della Coppa del Mondo nel 2001, nel 2002, nel 2003 e nel 2007
- 95 podi (91 individuali, 4 a squadre):
  - 39 vittorie (individuali)
  - 28 secondi posti (27 individuali, 1 a squadre)
  - 28 terzi posti (25 individuali, 3 a squadre)

#### Coppa del Mondo - vittorie
| Data             | Località         | Nazione     | Trampolino                |
| ---------------- | ---------------- | ----------- | ------------------------- |
| 16 marzo 1996    | Oslo             | Norvegia    | Holmenkollen K110         |
| 18 gennaio 1997  | Sapporo          | Giappone    | Miyanomori K90            |
| 26 gennaio 1997  | Hakuba           | Giappone    | Hakuba K120               |
| 4 gennaio 2001   | Innsbruck        | Austria     | Bergisel K110             |
| 6 gennaio 2001   | Bischofshofen    | Austria     | Paul Ausserleitner K120   |
| 13 gennaio 2001  | Harrachov        | Rep. Ceca   | Čerťák K185               |
| 14 gennaio 2001  | Harrachov        | Rep. Ceca   | Čerťák K185               |
| 20 gennaio 2001  | Park City        | Stati Uniti | Utah Olympic Park K120    |
| 27 gennaio 2001  | Sapporo          | Giappone    | Ōkurayama K120            |
| 28 gennaio 2001  | Sapporo          | Giappone    | Ōkurayama K120            |
| 4 febbraio 2001  | Willingen        | Germania    | Mühlenkopf K20            |
| 7 marzo 2001     | Falun            | Svezia      | Lugnet K115               |
| 9 marzo 2001     | Trondheim        | Norvegia    | Granåsen K120             |
| 11 marzo 2001    | Oslo             | Norvegia    | Holmenkollen K115         |
| 23 novembre 2001 | Kuopio           | Finlandia   | Puijo K120                |
| 1º dicembre 2001 | Titisee-Neustadt | Germania    | Hochfirst K120            |
| 8 dicembre 2001  | Villaco          | Austria     | Villacher Alpenarena K90  |
| 16 dicembre 2001 | Engelberg        | Svizzera    | Gross-Titlis-Schanze K120 |
| 21 dicembre 2001 | Predazzo         | Italia      | Giuseppe Dal Ben K120     |
| 22 dicembre 2001 | Predazzo         | Italia      | Giuseppe Dal Ben K120     |
| 20 gennaio 2002  | Zakopane         | Polonia     | Wielka Krokiew K116       |
| 9 marzo 2003     | Oslo             | Norvegia    | Holmenkollen K115         |
| 14 marzo 2003    | Lahti            | Finlandia   | Salpausselkä K116         |
| 15 marzo 2003    | Lahti            | Finlandia   | Salpausselkä K116         |
| 11 dicembre 2004 | Harrachov        | Rep. Ceca   | Čerťák HS142              |
| 16 gennaio 2005  | Tauplitz         | Austria     | Kulm HS200                |
| 29 gennaio 2005  | Zakopane         | Polonia     | Wielka Krokiew HS134      |
| 30 gennaio 2005  | Zakopane         | Polonia     | Wielka Krokiew HS134      |
| 12 marzo 2006    | Oslo             | Norvegia    | Holmenkollen HS128        |
| 27 gennaio 2007  | Oberstdorf       | Germania    | Schattenberg HS137        |
| 3 febbraio 2007  | Titisee-Neustadt | Germania    | Hochfirst HS142           |
| 4 febbraio 2007  | Titisee-Neustadt | Germania    | Hochfirst HS142           |
| 11 marzo 2007    | Lahti            | Finlandia   | Salpausselkä HS130        |
| 13 marzo 2007    | Kuopio           | Finlandia   | Puijo HS127               |
| 17 marzo 2007    | Oslo             | Norvegia    | Holmenkollen HS128        |
| 23 marzo 2007    | Planica          | Slovenia    | Letalnica HS215           |
| 24 marzo 2007    | Planica          | Slovenia    | Letalnica HS215           |
| 25 marzo 2007    | Planica          | Slovenia    | Letalnica HS215           |
| 21 gennaio 2011  | Zakopane         | Polonia     | Wielka Krokiew HS134      |

#### Torneo dei quattro trampolini
- Vincitore del Torneo dei quattro trampolini nel 2001
- 12 podi di tappa[5]:
  - 2 vittorie
  - 5 secondi posti
  - 5 terzi posti

#### Nordic Tournament
- Vincitore del Nordic Tournament nel 2003 e nel 2007
- 19 podi di tappa[5]:
  - 10 vittorie
  - 5 secondi posti
  - 4 terzi posti

#### Summer Grand Prix
- Vincitore della classifica generale nel 2001, nel 2004 e nel 2006

## Riconoscimenti
Nel 2001 venne premiato con la medaglia Holmenkollen, uno dei riconoscimenti più prestigiosi dello sci nordico.